# Amy Ndiaye
 (juillet 2025).
Amy Ndiaye, députée à l'assemblée nationale du sénégal, membre de la coalition au pouvoir Benno Bokk Yakaar  est est une femme politique sénégalaise.

## Attaque
Le 1er décembre 2022, Ndiaye, alors enceinte, est impliquée dans une bagarre avec deux collègues députés dans l'hémicycle alors que celui-ci était en séance, recevant des coups de pied et des gifles. Mamadou Niang et Massata Samb ont sont condamnés à six mois de prison ferme. par le tribunal les a également condamnés à verser la somme de cinq millions de francs CFA à Ndiaye, à titre de dommages et intérêts.

## Note et références
1. ↑  (en) « Senegalese court sentences politicians for assaulting pregnant colleague in parliamentary brawl », ABC News,‎ 2 janvier 2023 (lire en ligne, consulté le 3 janvier 2023)
2. ↑  (en-GB) « Senegal MPs jailed for kicking pregnant colleague Amy Ndiaye », BBC News,‎ 2 janvier 2023 (lire en ligne, consulté le 3 janvier 2023)